# Miwa Yonetsu
Miwa Yonetsu (米津 美和 Yonetsu Miwa?), född 4 december 1979, är en japansk tidigare fotbollsspelare.
Miwa Yonetsu spelade 2 landskamper för det japanska landslaget.